# 絲尾海鰻
絲尾海鰻（学名：Gavialiceps taeniola），又名鱷頭鰻，为海鰻科鰐头鳗属下的一个种。

## 分類
本魚分布於印度洋及太平洋海域。

## 深度
水深350至1046公尺。

## 特徵
本魚頭小且長。口裂超過眼之後緣，無胸鰭或為小，前上頷骨齒為較小之犬齒。上下頷骨齒各3列，中列最大。鋤骨齒1列，具大型犬齒，在各犬齒之間有2至3顆小齒。背鰭起點在鰓裂後方之上。脊椎骨數171至187。體長為體高之35.4倍，頭長之14.1倍；尾長為頭與軀幹之2.5倍；頭長為吻長的2.1倍；吻長為眼徑之4倍。上頷較長。尾長且纖細。體軟，吻端兩側各有一凹痕。前鼻孔成縫裂狀，位於吻端之中央。背鰭、臀鰭與尾鰭相連。體長可達64.7公分。

## 生態
屬於深海型魚類，多以小型浮游魚類、甲殼類為生。

## 經濟利用
量少，無經濟利用之價值。